# Gordon Ingram
Pour les articles homonymes, voir Ingram.
Gordon Ingram (30 décembre 1924 - 4 novembre 2004) est un ingénieur américain ayant créé des pistolets-mitrailleurs comme le Ingram modèle 6. Il fonda en 1949 la Police Odnance Company. Après la faillite de celle-ci, il travailla en Thaïlande. En 1969, il rejoint la Sionics INC. (future Military Armament Corporation) pour laquelle il créa le célèbre MAC-10. Military Armaments Corporation fera également faillite en 1975.

## Sources
- The Mac Man: Gordon B. Ingram and His Submachine Guns par Frank Iannamico et Don Thomas.